# Sky (serie televisiva)
Sky è una serie televisiva britannica, ideata da Bob Baker e Dave Martin, già autori di diversi episodi di Doctor Who, mandata per la prima volta in onda su ITV tra l'aprile e il maggio 1975. In Italia la serie è stata trasmessa una sola volta nel 1980 sulla Rete 1. La serie, rivolta nelle intenzioni ad un pubblico giovane, metteva insieme una trama fantascientifica con atmosfere mistiche: la serie è stata infatti girata tra le località di Stonehenge, Glastonbury e Avebury.

## Trama
Tre adolescenti ritrovano nella campagna inglese un giovane ragazzo dai poteri straordinari (l'attore Marc Harrison); aiutato dai tre teenager, lo strano giovane dichiara di essere alla ricerca di una macchina, il "Juganet", in grado di riportarlo nel tempo e nello spazio che gli competono. Nel frattempo la natura stessa sembra voler rigettare la presenza del ragazzo, rivoltandosi contro di lui quasi ne costituisse un corpo estraneo. A dargli la caccia c'è anche un misterioso personaggio, Ambrose Goodchild (Robert Eddison), materializzatosi dalla Terra e in grado di scomparire a suo piacimento.
Dopo una serie di peripezie e di incontri, tra i quali quello di un gruppo di hippy che lo eleggeranno a loro messia, Sky riuscirà a riconoscere il "Juganet" nella Glastonbury Tor, scoprendo con disappunto che l'umanità aveva distrutto le forze presenti nel pianeta. Qui lo raggiungerà Goodchild prima di un ultimo duello, al termine del quale Sky verrà proiettato con uno dei tre adolescenti in un futuro tecnologicamente regredito a seguito di un'immane catastrofe.